# Зоммер, Евграф Иванович
Евграф Иванович Зоммер (1810 или 1812 — 1900) — полковник в отставке русской императорской армии, Георгиевский кавалер.

## Биография
Происходил из дворян Архангельской губернии; родился в 1810 или 1812 году в семье медицинского инспектора Архангельского порта Ивана Мартыновича Зоммера (? — не ранее 1822) 
После окончания Морского кадетского корпуса вступил в 1831 году в службу прапорщиком 1-й батарейной роты артиллерийской бригады. Чины: подпоручик (1834), поручик (1836), штабс-капитан (1843), капитан (1845) и подполковник за отличие в сражении (1849). С 15 сентября 1853 года — командир Тифлисского артиллерийского гарнизона.
В 1832 году был в походе в Молдавии и Валахии; в 1849 году — в венгерском походе; за отличие в сражении при Тисе-Феорде 13-14 июля 1849 года, получил орден Св. Владимира 4-й степени с бантом; 26 ноября 1853 года получил орден Св. Георгия 4-й степени за 25 лет выслуги. На 1858 год — полковник в отставке в Тифлисе.
Скончался в 1900 году в Острове Псковской губернии.

## Награды
- орден Св. Анны 3-й ст. (1847)
- орден Св. Владимира 4-й ст. с бантом (1849)
- орден Св. Анны 2-й ст. (1851)
- орден Св. Георгия 4-й ст. (1853)

- орден Австрийского Леопольда (1850)
- медаль бронзовая на Андреевской ленте в память войны 1853—1856 гг.
- знак отличия за беспорочную службу за беспорочную службу за XX лет (1854).

## Семья
1-я жена — Александра Александровна (урожд. Алабышева), дочь купца. Их дети Евгений (1856 — не ранее 1905), Михаил (1857—1912?), Леонид (1864 — не ранее 1915), Ольга, Елена, Мария.
2-я жена — Елизавета Павловна (урожд. Можайская), дочь П. Т. Можайского; в 1880-1904 годах была начальницей Островской женской  прогимназии.